# Кечкемет
Кечкемет (на унгарски: Kecskemét) е град в Централна Унгария, административен център на окръг Бач-Кишкун. Населението му е около 108 000 души, което го нарежда на 8-о място по население в страната (1996 г.).
Кечкемет е гара на железопътната линия от Будапеща за Сегед. Непосредствено край града преминава магистралният път, който свързва Кечкемет със столицата Будапеща, както и с големия областен град Сегед, респективно сръбската граница.